# Прайс, Пол Буфорд
Пол Буфорд Прайс (англ. Paul Buford Price; обычно англ. P. Buford Price; 8 ноября 1932, Мемфис — 28 декабря 2021) — американский физик, профессор Калифорнийского университета в Беркли, академик Национальной академии наук США.

## Биография
В 1958 году получил докторскую степень в Виргинском университете. С 1969 года профессор Калифорнийского университета в Беркли. Прайс был одним из основателей команды, сконструировавшей массив антарктических детекторов мюонов и нейтрино (англ. AMANDA), а также участвовал в проекте детектора нейтрино IceCube.

## Научные интересы
Научные интересы Прайса включали космические лучи, астрофизику, ядерную физику, гляциологию, климатологию, биологию в экстремальных условиях и происхождение жизни.
В начале своей карьеры он разработал методы регистрации движения энергичных заряженных частиц в твердых телах, в частности, в пластмассах. Метод основан на том факте, что ионизирующие частицы при распространении в такие материалах, как пластик лексан, разрывают химические связи, ослабляя материал на пути частицы. Поместив материал в растворитель, такой, как едкий гидроксид натрия, повреждение можно растворить («вытравить»), выявив ионизационное повреждение. Метод используется в целом ряде приложений: с одной стороны, изучение треков частиц является ценным инструментом для определения свойств заряженных частиц, таких как, например, космические лучи. С другой стороны, по количеству таких треков, накопленных в природных стеклах и минералах, можно датировать вещество.
Ещё одно практическое применение методики — создание нуклеопоровых фильтров, широко применяемых в микробиологии. Чтобы создать нуклеопоровые фильтры, травление применяется к поликарбонатной плёнке, с обеих сторон, и продолжается до тех пор, пока два углубления на поверхностях плёнки не соединятся, в результате чего появится крошечное отверстие. Непрерывное растворение после этого медленно и предсказуемо увеличивает диаметр отверстия до тех пор, пока не будет получен желаемый диаметр.
Использование этого лексанового детектора в эксперименте по регистрации частиц, проведённом на высотном воздушном шаре в 1975 году, привело к обнаружению в составе космических лучей одной крайне аномальной частицы, которая прошла через стопку из 32 листов лексанового пластика. Частица была предварительно идентифицирована как магнитный монополь в 1975 году Прайсом и некоторыми его коллегами. Утверждение было снято в 1978 после того, как дальнейший детальный анализ привёл группу Прайса к заключению, что частица не имеет соответствующего заряда, чтобы быть монополем. Луис Альварес предложил альтернативное объяснение трека как результата распада ядра атома платины на осмий, а затем на тантал.
В ходе работ над антарктическим детектором англ. AMANDA Прайс показал, что бактерии и археи могут жить в заполненных водой каналах на глубине в несколько километров в ледниках.

## Премии и награды
- 1971 — премия Эрнеста Лоуренса «за работу, показавшую, как фиксировать траектории заряженных частиц в твердых телах»[9].
- 1975 — член Национальной академии наук США[10].